# Oessoerihert
Het oessoerihert (Cervus canadensis xanthopygus) is een ondersoort van de wapiti (Cervus canadensis) en komt uit de familie der hertachtigen (Cervidae). De wetenschappelijke naam van deze ondersoort werd voor het eerst geldig gepubliceerd door Johann C.P. Erxleben in 1872.

## Kenmerken
Oessoeriherten bereiken een gemiddelde schofthoogte van 128 cm (♀♀) en 145 cm (♂♂) en een gewicht van 140 à 180 kg (♀♀) en 170 à 250 kg (♂♂). Het gewei van het mannetje is relatief klein in vergelijking tot andere ondersoorten van de wapiti. In het noordelijke deel van het verspreidingsgebied zijn de geweien echter groter dan in het zuiden. De vacht is over het algemeen grijsbruin, gemengd met rode haren. Op de stuit is een roodbruine "spiegel" te zien. In de nek zijn manen te zien, die dezelfde kleur als de rest van de vacht vertonen. De poten, buik, borst en het voorhoofd zijn over het algemeen donkerder dan de rest van de vacht. Jonge oessoeriherten zijn roodbruin met enkele witte vlekken op de rug.

## Verspreiding en leefgebied
Het oessoerihert komt voor in Transbaikalië, het Russische Verre Oosten en het noorden van Mantsjoerije.
Oessoeriherten hebben een voorkeur voor loof- en gemengde bossen. In Biosfeerreservaat Sichote-Alinski werd de soort het meest aangetroffen in bestanden met Mongoolse eik (Quercus mongolica) en Koreaanse den (Pinus koraiensis). Het is hier bovendien de belangrijkste prooisoort voor de Siberische tijger (Panthera tigris altaica).

## Taxonomie
Het oessoerihert werd voorheen als ondersoort van het edelhert (Cervus elaphus) beschouwd, maar uit recente genetische studies blijkt dat de soort nauwer verwant is aan de wapiti.